# 阔柄糙果茶
阔柄糙果茶（学名：Camellia latipetiolata）为山茶科山茶属的植物。分布在中国大陆的广东等地，目前尚未由人工引种栽培。